# ワシントン子午線
ワシントン子午線（ワシントンしごせん、Washington meridians）とは、アメリカ合衆国の本初子午線として使用された、ワシントンD.C.を通る4つの子午線である。
4つのワシントン子午線は、以下のように定義される。
1. アメリカ合衆国議会議事堂を通過する子午線 (Capitol meridian)
2. ホワイトハウスを通過する子午線 (Whitehouse meridian)
3. 旧アメリカ海軍天文台跡地（フォギーボトム（英語版））を通過する子午線 (old Naval Observatory meridian)
4. 新アメリカ海軍天文台を通過する子午線 (new Naval Observatory meridian)

これらの子午線は、以下の3つの方法で知ることができる。
1. 天文観測で使用される局所鉛直線との対応
2. NAD27（1927年北米測地系）との対応 ― NAD27はカンザス州オズボーン郡ミーズランチ（英語版）の三角点における平均海水面に基づく地球楕円体であり、楕円体の中心が地球の中心と一致しない
3. NAD83との対応 ― NAD83はその中心が地球の中心と一致する地球楕円体で、ジオイド（世界規模の平均海水面）との起伏の差が±100m以内となっている。

NAD83による議事堂の経度は、NAD27と1.1秒小さい。天文経度はNAD83より4秒小さい。

## 議事堂子午線
ピエール・シャルル・ランファンは1791年の「アメリカ合衆国の恒久的政府所在地となる都市の計画」に（後に題名の都市名を「ワシントン市」と改める）おいて、最初の子午線を特定した。彼の計画では、議事堂の経度を「0度0分」とすることになっていた。アメリカ合衆国議会議事堂のドーム（南北戦争中の1863年に完成）の中央の経度は、アメリカ連邦測地局(NGS)により西経77度00分32.6秒(NAD83)と与えられている。

## ホワイトハウス子午線

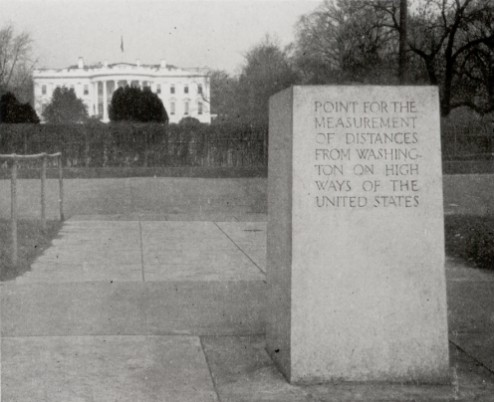
ゼロマイルストーン（1923年撮影）。背景はホワイトハウス

ランファンの計画では、ワシントン市の外周は直角三角形で、直角の頂点はジョージ・ワシントンの騎馬像、東の頂点は議事堂、北の頂点は、後に「ホワイトハウス」と呼ばれる大統領官邸とすることとなっていた。 (This would place L'Enfant's statue 0.36 meter north of the latitude of the Capitol.)
ランファンの計画による三角形の西の辺は、大統領官邸を通る子午線となる。この「ワシントン子午線」上または子午線付近には、以下の9つの像がある（南から北に）。
1. ジェファーソン記念館（子午線上に1943年に完成）の中心[2]
2. 1793年に国務長官トーマス・ジェファーソンがランファンの三角形の南西の頂点を測量し、木製の標柱を立てた。これにより、大統領官邸を通る子午線が第2の「ワシントン子午線」となった。木製の標柱は1804年、ジェファーソンが大統領に就任したときにジェファーソン・ピア（英語版）(Jefferson Pier)に置き換えられた。ジェファーソン・ピアはその後何度か置き換えられ、現在は1889年に設置されたワシントン記念塔の西北西119メートル（390フィート）の位置に、2フィート（0.6メートル）四方、高さ2フィートの花崗岩製の標柱となっている。[3] NGSによる測量では、西経77度02分11.56258秒(NAD83, 2002年)（誤差1cm以下）となっている。議事堂への方位角は89.98度であり、議事堂の真西に対して1メートル以下のズレがある。
3. 1890年、大統領公園 (President's Park) 中央の「ザ・エリプス」に子午線石(Meridian Stone)が設置された。[4] 子午線石は18インチ（46センチメートル）四方の花崗岩製の標柱で、地表面に上面だけが出るようになっている。NGSによる測量では、西経77度02分11.55880秒(NAD 83, 2002年)（誤差1cm以下）となっている。
4. 1923年、「ザ・エリプス」の北側にゼロマイルストーン（英語版）(Zero Milestone)が設置された。[5] ゼロマイルストーンは18インチ（46センチメートル）四方、高さ3.5フィート（1.1メートル）の花崗岩製の標柱である。NGSによる測量では、西経77度02分11.57375秒(NAD 83, 2002年)（誤差1cm以下）となっている。
5. ホワイトハウスの中心[6]
6. ラファイエット公園（英語版）にあるクラーク・ミルズ（英語版）作のアンドリュー・ジャクソン大統領の騎馬像。1853年に子午線上に建立された。[7]
7. ホワイトハウスから北に伸びる16番通り（英語版）。[8] 16番通りはちょうどホワイトハウス子午線上を通っているので、ホワイトハウス子午線は別名「16番通り子午線」ともいう。
8. かつて、大統領官邸から北に2.4kmの所の丘の子午線上に、1804年に立てられた小さなオベリスクがあり、その丘は「メリディアンヒル」（Meridian Hill、子午線の丘）と呼ばれた。1900年まで、ここは16番通りの北端だった。1900年に16番通りは北へ延伸され、オベリスクは16番通りの東のメリディアンヒル公園（英語版）へ移設された。

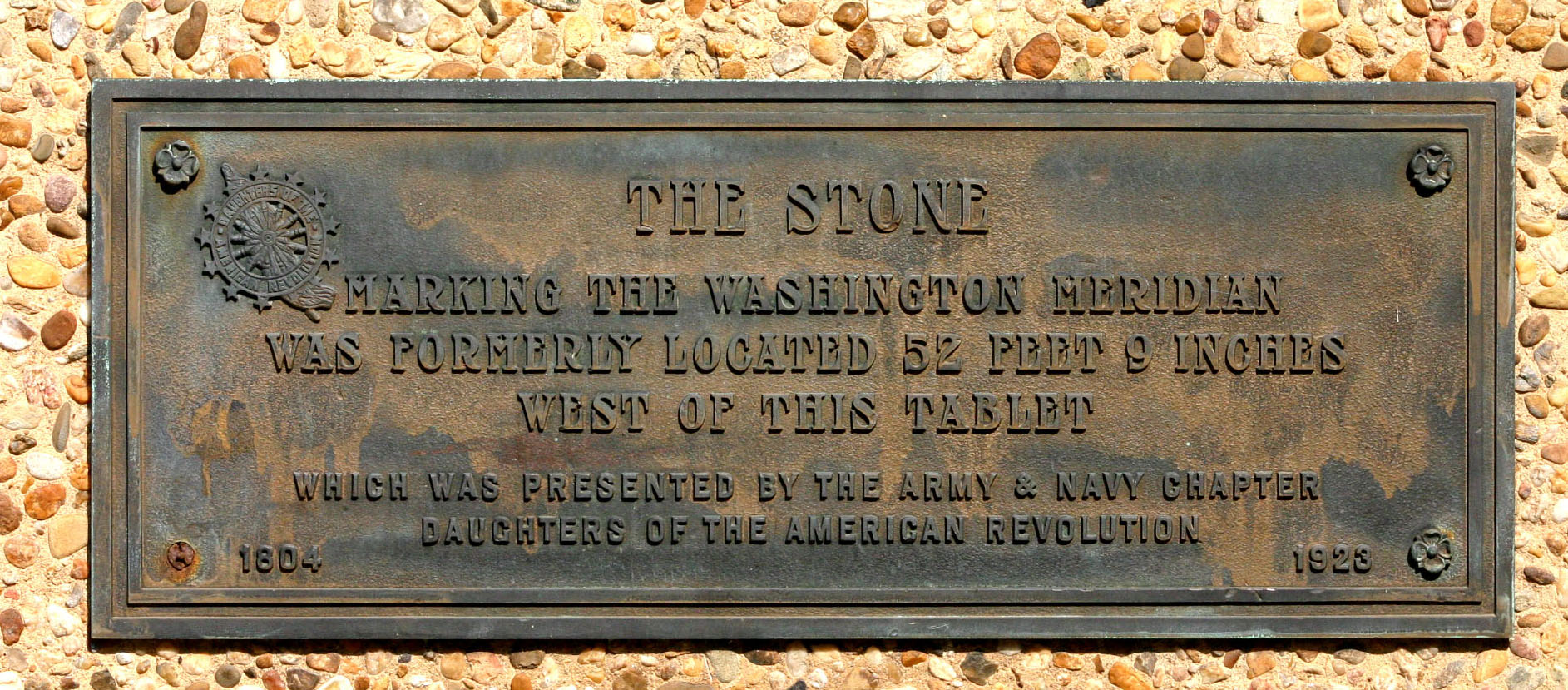
メリディアンヒル公園の16番通りに面した西の壁に貼られた銘板。この銘板は、ここから16.1メートル西の所にワシントン子午線標があったことを示している。

## 旧海軍天文台子午線

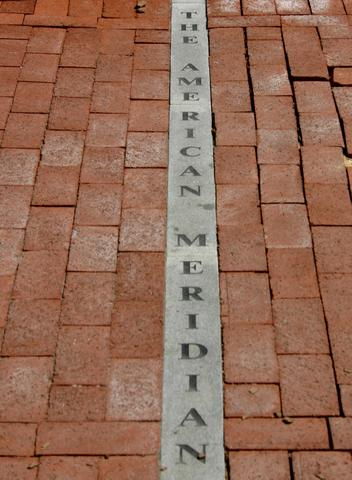
Meridian four blocks north of observatory, looking south.

第3の子午線は、1850年9月28日にアメリカ合衆国議会によって定義された。
ワシントンの天文台の子午線は、アメリカの天文的な目的に使用する子午線とし、（中略）グリニッジの子午線は航海用の子午線とする
天文台は、この子午線は旧海軍天文台の本館の上の小ドームの中心を通る子午線と決定した。現在も、フォギーボトムのE通りと23番通りの南西角（リンカーン記念館の北方、ホワイトハウスの西方）に残されている。
天文台では、この子午線の経度として「西経77度2分48.0秒」（時角5h8m11.2s）を採用し、1855年から1869年まで『アメリカ暦表航海年鑑』に掲載していた。1892年に天文台が閉鎖された後の1897年、沿岸測地局はこの子午線の経度が西経77度3分2.3秒であると報告した。 この値は以降50年間、航海年鑑の観測所一覧に「時角5h8m12.15s」として掲載された。後の測地系を参照して、この子午線は「西経77度3分6.119秒」または「西経77度3分6.276秒」（どちらもおそらくNAD27による）と様々に表された。NAD83では西経77度3分5.194秒となる。
1912年8月22日、アメリカ合衆国議会はこの子午線に代えてグリニッジ子午線をアメリカの公式な本初子午線とすることを決定した。

### 西部の州の州境
西部の州の多くは「ワシントン子午線による西経」に基づく州境を設定しており、それは1850年の旧海軍天文台子午線によるものである。
下記の表に、東から西へ向かって、現存するワシントン経度による州境を示す。州境が確定したとき（全て1860年代である）は、同名の準州であった（注記のある場合を除く）。設定年月日が書かれていないものは、その上に書かれている年月日と同時に設定されたことを意味する。
| 経度 | グリニッジ経度 | 州境                           | 設定年月日    | 備考                                          |
| ---- | -------------- | ------------------------------ | ------------- | --------------------------------------------- |
| 25°  | 西経102度3分   | カンザス州の西の境界           | 1861年1月29日 | カンザス州として                              |
| 25°  | 西経102度3分   | コロラド州の東の境界           | 1861年2月28日 | 北部はカンザス州境とは関係ない                |
| 25°  | 西経102度3分   | ネブラスカ州の西の境界（南部） |               |                                               |
| 27°  | 西経104度3分   | モンタナ州の東の境界           | 1863年3月3日  | アイダホ準州として                            |
| 27°  | 西経104度3分   | ワイオミング州の東の境界       | 1863年3月3日  | アイダホ準州として                            |
| 27°  | 西経104度3分   | ネブラスカ州の西の境界（北部） |               |                                               |
| 27°  | 西経104度3分   | ノースダコタ州の西の境界       |               | ダコタ準州として                              |
| 27°  | 西経104度3分   | サウスダコタ州の西の境界       |               | ダコタ準州として                              |
| 32°  | 西経109度3分   | コロラド州の西の境界           | 1861年2月28日 |                                               |
| 32°  | 西経109度3分   | ユタ州の東の境界（南部）       |               |                                               |
| 32°  | 西経109度3分   | アリゾナ州の東の境界           | 1863年2月24日 |                                               |
| 32°  | 西経109度3分   | ニューメキシコ州の西の境界     |               |                                               |
| 34°  | 西経111度3分   | モンタナ州の西の境界（南部）   | 1864年5月26日 |                                               |
| 34°  | 西経111度3分   | ワイオミング州の西の境界       | 1868年7月25日 | 南部はモンタナ州とは関係ない                  |
| 34°  | 西経111度3分   | アイダホ州の東の境界（南部）   |               |                                               |
| 34°  | 西経111度3分   | ユタ州の東の境界（北部）       |               |                                               |
| 37°  | 西経114度3分   | ネバダ州の東の境界             | 1866年5月5日  | ネバダ州として（39° → 38° → 37°と州境が変遷） |
| 37°  | 西経114度3分   | ユタ州の西の境界               |               |                                               |
| 39°  | 西経116度3分   | モンタナ州の西の境界（北部）   | 1864年5月26日 |                                               |
| 39°  | 西経116度3分   | アイダホの東の境界（北部）     |               |                                               |

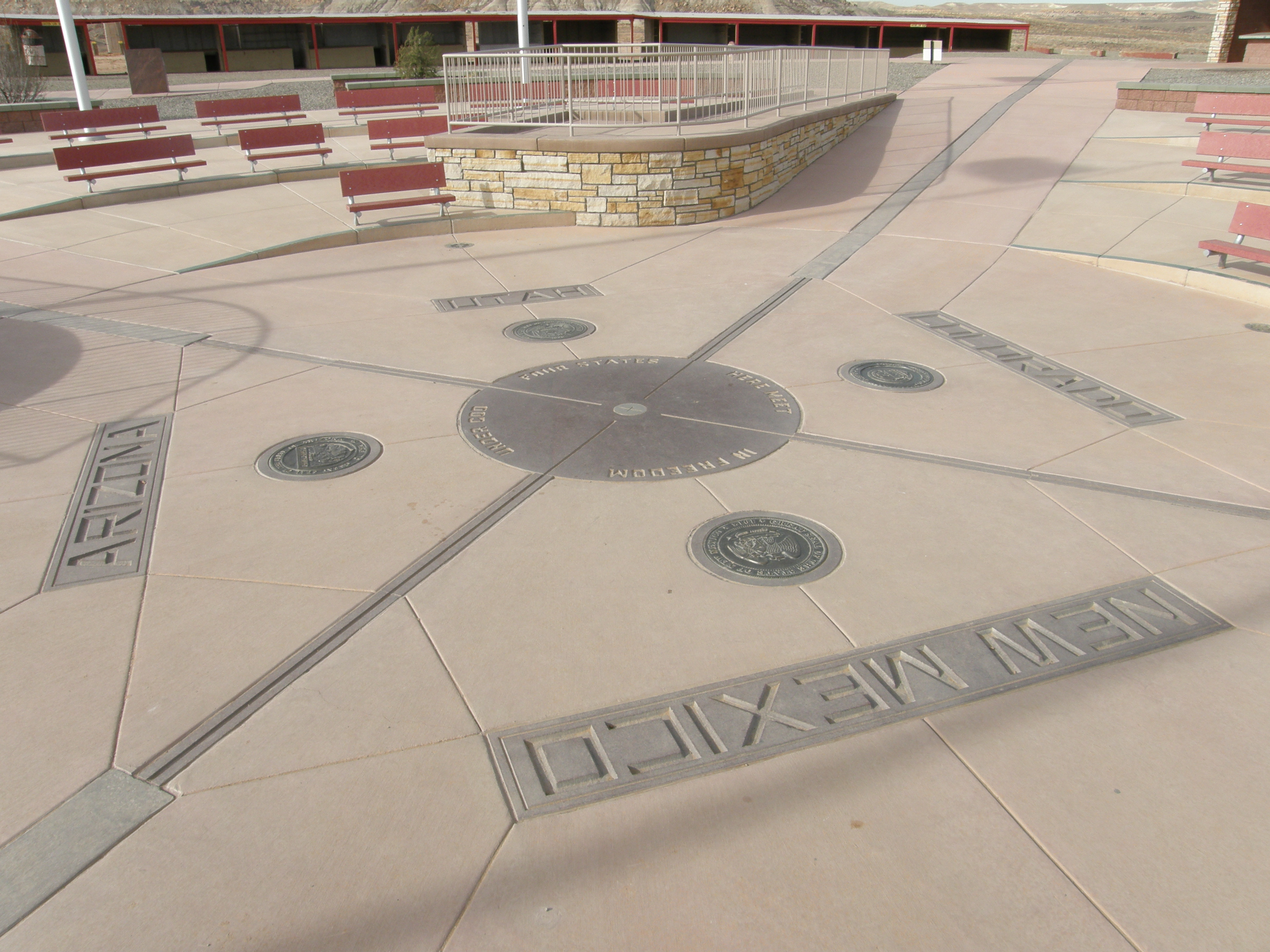
フォー・コーナーズ。ワシントン子午線による西経32度上にある。写真は2010年に新たに作られたモニュメント。

他の州の州境はグリニッジ子午線に基づくか（アラスカ州、カリフォルニア州、オクラホマ州、テキサス州）、川や湖によって定義されている（アーカンソー州、ルイジアナ州、ミネソタ州、ミズーリ州、オレゴン州、ワシントン州）。

## 新海軍天文台子午線
第4の子午線は、ホワイトハウスより3.8km北西の新海軍天文台の時計室を通過する子午線である。経度は77°3'56.7"W (1897)、77°4'2.24"W (NAD 27)、77°4'1.16"W (NAD 83)である。時計室は、直径1000フィート（305メートル）の円形の海軍天文台の敷地のちょうど中央に位置する。海軍天文台の入り口はマサチューセッツ通りと34番通りの交点にある。
（ワシントンで使用する時間が1883年からGMT-5（西経75度の時間）と定められていたにもかかわらず、）1898年から1950年まで、航海年鑑のいくつかの表で新海軍天文台子午線が使用されていた。